# Radiohistorisk Forening Ringsted
Radiohistorisk Forening Ringsted (RFR) er en forening med hjemsted i Ringsted. Foreningen søger
- i videst mulig omfang, at udbrede kendskabet til dansk Radio- og TV- fabrikation gennem tiderne.
- Kontakt med personer, som har været tilknyttet Radio- og TV- fabrikation i Danmark.
- Kontakt med andre tilsvarende foreninger, museer og samlere i ind og udland for gensidig udveksling og erfaring af informationer.

Foreningen står for Ringsted Radiomuseum.
Foreningen leverede et større antal radio- og tv-apparater til optagelserne til tv-serien Krøniken.